# Konecranes

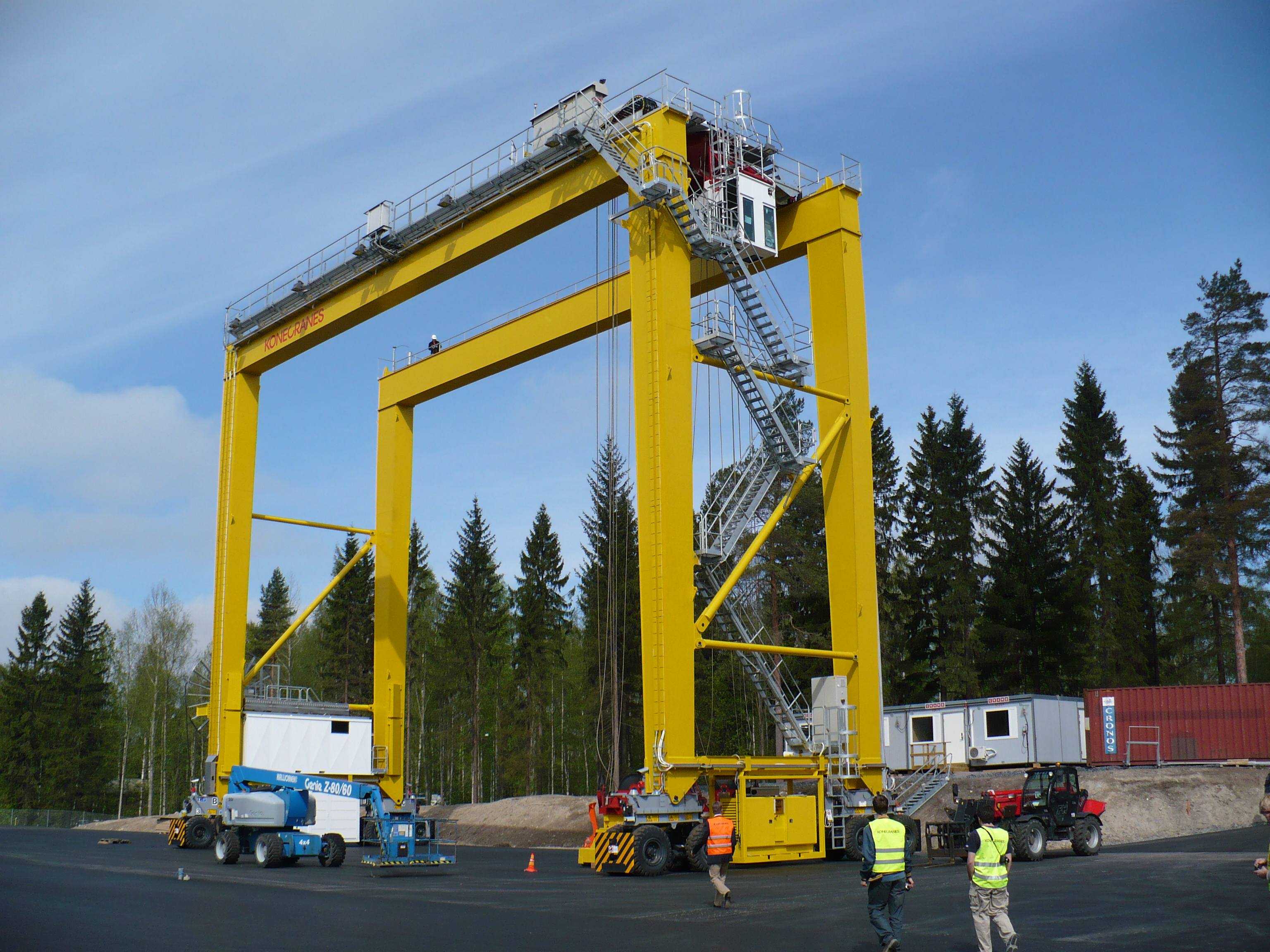
Guindaste produzido pela Konecranes

 Konecranes é uma empresa finlandêsa, com sede em Hyvinkää fundada em  15 de abril de 1994, que é especializada na fabricação de guindastes, equipamentos de elevação e de máquinas-ferramentas, a empresa produz cerca de um em cada dez dos guindastes do mundo, dos quais cerca de 80% são para uso em fábricas, o resto em portos. A empresa foi uma divisão da Kone , que começou a fabricar guindastes e gruas na década de 1930, mas foi desmembrada em 1994, a Konecranes está organizada em duas divisões de negócios - Equipamentos e Serviços.